# Nelumbo lutea
Nelumbo lutea (Willd., 1799), comunemente nota come fior di loto americano, è una pianta acquatica appartenente alla famiglia delle Nelumbonaceae, originaria delle Americhe.

## Descrizione

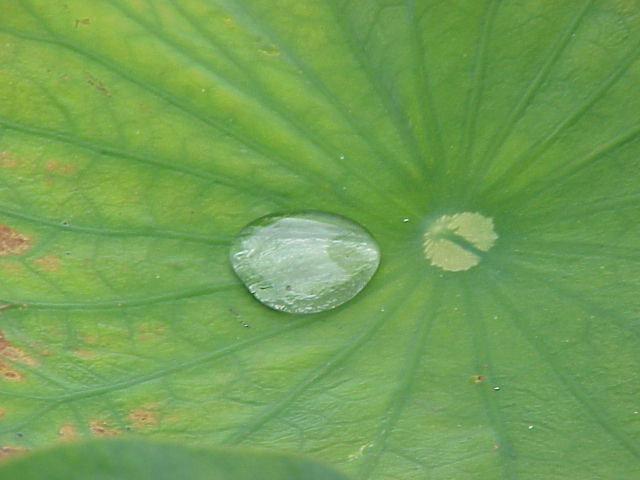
Superficie delle foglie impermeabile.

Anche questa specie di Nelumbo come l'affine fior di loto asiatico, è una pianta acquatica le cui radici rizomatose affondano nel terreno, mentre il fiore e le foglie emergono dalla superficie dell'acqua.
Le prime foglie prodotte all'inizio della primavera sono circolari e si sviluppano sul pelo dell'acqua come quelle delle ninfee.
Dopo poco tempo vengono prodotte delle foglie più grandi portate da piccioli lunghi anche 2 m (a partire dal rizoma), queste foglie sono peltate e di grandezza notevole, con un diametro di 30–40 cm, e sono ricoperte da una sostanza cerosa che le rende impermeabili.
Le piante adulte sono alte in genere 80–150 cm dal pelo dell'acqua.
La fioritura inizia nella tarda primavera e può durare per tutta l'estate.
Il colore dei petali varia dal bianco al giallo pallido, e L'epiteto specifico riferisce proprio a questa caratteristica, dal latino "luteus" che vuol dire giallo.
I fiori hanno un diametro di 18–28 cm e hanno 22-25 petali.

## Distribuzione e habitat
L'areale originario comprendeva le rive dei laghi e le paludi che si estendono nel sud-est degli Stati Uniti, Messico, Honduras e nei Caraibi, o anche le zone soggette a inondazioni delle stesse regioni. 
Si è diffuso poi più a nord negli USA, probabilmente grazie anche ai nativi americani che lo portavano insieme a loro utilizzandolo come fonte di cibo
In alcune zone questa pianta si è naturalizzata diventando una pianta infestante moltiplicandosi sia attraverso i rizomi che per mezzo dei semi.

## Usi
Le radici venivano utilizzate come fonte di cibo dai nativi americani.

Oggigiorno viene utilizzato soprattutto come pianta ornamentale nei laghetti per via dei fiori e delle foglie molto appariscenti.

Questa specie è stata ibridata con N. nucifera ottenendo parecchi ibridi di grande bellezza.